# Badri Patarkatsisjvili
Badri Patarkatsisjvili (egentlig Arkadi Patarkatsisjvili, georgisk: ბადრი პატარკაციშვილი ; født 31. oktober 1955 i Tbilisi, Georgiske SSR, Sovjetunionen, død 12. februar 2008 i Leatherhead, Storbritannien) var en georgisk forretningsmand og politiker. Han stillede i januar 2008 op til præsidentvalget i Georgien, men opnåede blot 7 % af stemmerne. Men samtidig var han med til at finansiere oppositionens valgkamp mod den siddende præsident Mikheil Saakasjvili. Patarkatsisjvili boede ved sin død i eksil i London, idet han måtte forlade Georgien i 2007 efter at være blevet beskyldt for planer om at styrte præsidenten.
Patarkatsisjvili blev født i Tbilisi og var som ung aktiv i kommunististorganisationen Komsomol, hvilket gav ham en række kontakter, der senere fik betydning for hans forretningskarriere. Efter kommunismens sammenbrud havde han held til at indgå i en række lukrative forretninger, blandt andet inden for tv og medier, hvilket gjorde ham til en af Georgiens rigeste personer. Han var meget interesseret i sport og var formand for FC Dynamo Tbilisi samt indtil eksilet formand for den olympiske komite i Georgien.